# Malcolm al IV-lea al Scoției
Malcolm al IV-lea (n. 23 aprilie 1141, Regatul Scoției – d. 9 decembrie 1165, Jedburgh⁠(d), Scoția, Regatul Unit), a fost regele Scoției din 1153 până în 1165. A fost fiul cel mare a lui Henric, Conte de Huntingdon și Northumbria și a soției sale, Ada de Warenne.
Ca rege nou și tânăr, Malcolm a înfruntat provocările de la vecinii săi, Somerled, regele de Argyll, Fergus Lord de Galloway și Henric al II-lea al Angliei.
Malcolm nu a fost doar rege al Scoției ci și moștenitorul titlului englez de Conte de Northumbria, titlu pe care tatăl și bunicul său l-au câștigat în timpul războaielor dintre Ștefan al Angliei și Împărăteasa Matilda. Malcolm a acordat Northumbria fratelui său, William, păstrând Cumbria pentru el. În timp ce Malcolm întârzia să plătească omagiu lui Henric al II-lea al Angliei pentru bunurile sale în împărăția lui Henric, a făcut acest lucru abia în 1157 la Castelul Peveril în Derbyshire, și mai târziu la Chester. Aici, Henric a refuzat ca Malcolm să păstreze Cumbria (regiunea care era feuda regatului englez) și ca William să păstreze Northumbria, dar în schimb a acordat titlul al domeniului Huntingdon lui Malcolm, pentru care acesta plătise omagiu.
După o a doua întâlnire între Malcolm și Henric la Carlisle în 1158, aceștia s-au întors fără să fi devenit prieteni buni și astfel, regele Scoției nu deținea încă titlul de cavaler. În 1159, Malcolm l-a însoțit pe Henric în Franța, ajutându-l în asediul din Toulouse, unde a primit în cele din urmă rangul de cavaler.
Malcolm s-a întors din Toulouse în 1160, iar în Perth, Roger de Hoveden raportează că acesta s-a confruntat cu o revoltă a unor conți condusă de Ferchar de Strathearn, care l-a asediat pe rege. Regele a condus o expediție în Galloway, unde în cele din urma l-a învins pe Fergus, Lord de Galloway și la luat pe fiul său ca ostatic, în timp ce Fergus s-a retras și a devenit călugăr la Holyrood, murind acolo în 1161.
Malcolm a murit pe 9 decembrie 1165 la Jedburgh, la vârsta de 24 de ani. Moartea sa prematură ar fi fost din cauza bolii Paget (o boală cronică care de obicei duce la mărirea și deformarea oaselor).